# San-Stefano, Burgas
San-Stefano (în bulgară Сан-Стефано) este un sat în comuna Karnobat, regiunea Burgas,  Bulgaria. 

## Demografie
Componența etnică a satului San-Stefano
     Bulgari (98,27%)
     Nicio identificare (1,72%)
     Altele (0%)
La recensământul din 2011, populația satului San-Stefano era de 116 locuitori. Din punct de vedere etnic, majoritatea locuitorilor (98,27%) erau bulgari. Pentru 1,72% din locuitori nu este cunoscută apartenența etnică.